# Parc national de Kishtwar
Le parc national de Kishtwar est situé dans la région du Jammu dans l'État du Jammu-et-Cachemire en Inde. On y trouve notamment des ours bruns.